# Недашковський Юрій Олександрович
Юрій Олександрович Недашковський (нар. 14 квітня 1961, Київ) — український енергетик. Президент ДП НАЕК «Енергоатом» з 5 березня 2014 року по 27 листопада 2019 року.

## Освіта
У 1983 році закінчив Одеський політехнічний інститут за спеціальністю «Атомні електричні станції та установки». Інженер-теплоенергетик.

## Трудова діяльність
1983–1993 — обхідник котельно-допоміжного обладнання, старший інженер з експлуатації реакторних установок, старший інженер управління реактором, начальник зміни реакторного цеху, начальник зміни блока, заступник головного інженера з ядерної безпеки Хмельницької АЕС.
1993–1997 — провідний економіст, заступник директора з економіки МП «Шар», місто Нетішин Хмельницької області.
1997–1999 — помічник генерального директора з економіки, заступник генерального директора з економіки, виконувач обов'язків генерального директора ВП «Хмельницька АЕС» НАЕК «Енергоатом».
1999–2000 — генеральний директор ВП «Хмельницька АЕС» НАЕК «Енергоатом».
Липень 2000 — червень 2002 — президент НАЕК «Енергоатом».
2003 — січень 2005 — помічник-консультант народного депутата України Віктора Ющенка.
9 лютого 2005 року тимчасовий виконувач обов'язків президента ДП НАЕК «Енергоатом».
24 лютого 2005 — президент державного підприємства "Національна атомна енергогенеруюча компанія «Енергоатом».
Жовтень 2006 — червень 2008 — заступник Міністра палива та енергетики України.
З 18 червня 2008 — президент державного підприємства "Національна атомна енергогенеруюча компанія «Енергоатом».
20 серпня 2012 розпорядженням Кабміну звільнено з посади президента ДП «НАЕК «Енергоатом».
З 5 березня 2014 Розпорядженням Кабінету міністрів України №124-р призначено президентом ДП «НАЕК «Енергоатом». Звільнений з посади 27 листопада 2019 року.

## Нагороди
Почесний енергетик України.

## Сімейний стан
Одружений, виховує доньку.